# کلاین تساشر
کلاین تساشر (به آلمانی: Klein Zecher) یک شهر در آلمان است که در هرتسوگتوم لاونبورگ واقع شده‌است.
 کلاین تساشر  ۲۴۸ نفر جمعیت دارد.